# Namco System Super 23
Namco System Super 23 es una Placa de arcade creada por Namco destinada a los salones arcade.

## Descripción
El Namco System Super 23 fue lanzada por Namco en 1998 y es similar al Namco System 23 con pequeñas diferencias.
Esta placa posee un procesador  R4650 (MIPS III con instructiones especiales IDT) de 64-bit corriendo a 166 MHz, y del audio se encarga un  H8/3002 de 16-Bit a 16.384 MHz de gestionar el chip de audio Namco C352.
En esta placa funcionaron 7 títulos.

## Especificaciones técnicas

### Procesador
- R4650 (MIPS III con instructiones especiales IDT) de 64-bit corriendo a 166 MHz

### Audio
- H8/3002 de 16-Bit a 16.384 MHz

Chip de sonido
- - Namco C352 32 channel 42KHz stereo supported 8-bit linear and 8-bit muLaw PCM - 4 channel output

### Gráficos
- Namco Custom Texture Mapped Polygons Hardware, 1 text tilemap
  - 16.7 millones de colores en pantalla, Texture mapping, Gouraud shading, Depth-cueing,  texture filtering

## Lista de videojuegos
- 500 GP
- Crisis Zone
- Final Furlong 2
- Guitar Jam
- Gunmen Wars
- Race On!
- Time Crisis 2 / Time Crisis II